# Habuprionovolva
Habuprionovolva is een geslacht van weekdieren uit de klasse van de Gastropoda (slakken).

## Soorten
- Habuprionovolva aenigma (Azuma & Cate, 1971)
- Habuprionovolva basilia (Cate, 1978)
- Habuprionovolva hervieri (Hedley, 1899)
- Habuprionovolva umbilicata (G. B. Sowerby II, 1848)